# 17462 Takahisa
17462 Takahisa è un asteroide della fascia principale. Scoperto nel 1990, presenta un'orbita caratterizzata da un semiasse maggiore pari a 2,2718645 UA e da un'eccentricità di 0,1782354, inclinata di 8,86130° rispetto all'eclittica.